# Verwaltungsgemeinschaft Hainleite

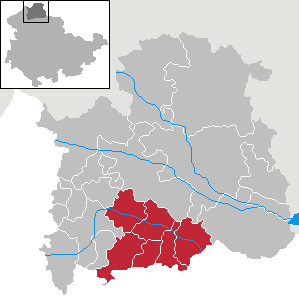
Lage der ehemaligen Verwaltungsgemeinschaft im Landkreis Nordhausen

Die Verwaltungsgemeinschaft Hainleite bestand aus sechs Gemeinden. Ihr Verwaltungssitz befand sich in Wolkramshausen. Letzte Vorsitzende der Verwaltungsgemeinschaft war Uta Altenburg.

## Lage
Die Verwaltungsgemeinschaft Hainleite lag im Landkreis Nordhausen in Nordthüringen. Sie zog sich entlang der Wipper und dem Höhenzug Hainleite, der ihr den Namen gab. Eine gute Verkehrsanbindung war durch die A38 sowie die Bahnstrecke Leinefelde-Nordhausen gegeben.

## Die Gemeinden
- Großlohra
- Hainrode
- Kleinfurra
- Nohra
- Wipperdorf
- Wolkramshausen

## Geschichte
Die Verwaltungsgemeinschaft wurde am 1. August 1991 gegründet. Zum 6. November 1993 traten Großlohra, Kleinfurra und Wipperdorf der Verwaltungsgemeinschaft bei. Im Rahmen der Gebietsreform in Thüringen wurde die Verwaltungsgemeinschaft am 1. Januar 2019 aufgelöst. Hainrode, Nohra, Wipperdorf und Wolkramshausen schlossen sich mit weiteren Gemeinden zur Stadt und Landgemeinde Bleicherode zusammen. Für die übrigen Mitgliedsgemeinden wurde Bleicherode die erfüllende Gemeinde.

### Einwohnerentwicklung
Entwicklung der Einwohnerzahl:
| - 1994 – 6826 - 1995 – 6866 - 1996 – 6842 - 1997 – 6851 - 1998 – 6865 - 1999 – 6861 | - 2000 – 6771 - 2001 – 6728 - 2002 – 6640 - 2003 – 6516 - 2004 – 6393 - 2005 – 6334 | - 2006 – 6230 - 2007 – 6150 - 2008 – 6037 - 2009 – 5925 - 2010 – 5896 - 2011 – 5753 | - 2012 – 5650 - 2013 – 5605 - 2014 – 5534 - 2015 – 5480 - 2016 – 5472 - 2017 – 5438 |

 Datenquelle: ab 1994 Thüringer Landesamt für Statistik – Werte vom 31. Dezember